# Microrregión de Capanema
La microrregión de Capanema es una de las microrregiones del estado brasileño del Paraná perteneciente a la mesorregión Sudoeste Paranaense. Su población fue estimada en 2006 por el IBGE en 90.618 habitantes y está dividida en ocho municipios. Posee un área total de 2.317,357 km².

## Municipios
- Ampére
- Bela Vista da Caroba
- Capanema
- Pérola d'Oeste
- Planalto
- Pranchita
- Realeza
- Santa Izabel do Oeste

- Datos: Q920762